# Eparchia di Baku e dell'Azerbaigian
L'eparchia di Baku e dell'Azerbaigian è stata eretta il 28 dicembre 1998 per decisione del Santo Sinodo della Chiesa ortodossa russa ricavandone il territorio dall'eparchia di Stavropol'. La nuova eparchia riunisce le parrocchie ortodosse presenti nel territorio dell'Azerbaigian ed ha sede a Baku, dove si trova la cattedrale delle Sante Mirrofore.

## Storia
La diffusione del cristianesimo nel territorio dell'Azerbaigian è collegato con il nome dell'apostolo Bartolomeo, che ha subito qui il martirio. All'inizio del IV secolo, quando il re Urnayr fu battezzato da san Gregorio Armeno, il cristianesimo divenne la religione di Stato in Albania caucasica. La Chiesa albanese, autocefala e strettamente connessa con la chiesa apostolica armena e con la Chiesa georgiana, nel 505 non riconobbe il dogma delle due nature di Cristo, adottato al concilio di Calcedonia nel 451. Nel 705 la chiesa albanese confluì nella chiesa apostolica armena.
Con l'avvento della popolazione russa in Azerbaigian il cristianesimo ortodosso si diffuse in queste terre nel XIX secolo. Il 19 maggio 1905 venne istituita la vicaria di Baku, dipendente dall'eparchia della Georgia. Nel 1919 il vicariato di Baku divenne un'eparchia indipendente, denominata eparchia di Baku e del Caspio, con sede presso la cattedrale Alexander Nevsky.
Dopo la rivoluzione d'ottobre la giurisdizione ecclesiastica sul territorio dell'Azerbaigian passò all'eparchia di Stavropol. Solo nel 1943 ha avuto inizio la rinascita della vita della chiesa ortodossa nel paese, con la ripresa delle funzioni di culto nelle chiese l'anno successivo.
Nel 1998 il Santo Sinodo ha deciso di istituire nuovamente un'eparchia con sede a Baku, poi eretta il 28 dicembre del 1998.
Il 27 maggio 2001 il patriarca di Mosca e di tutte le Russie Alessio II ha consacrato la chiesa delle Mirrofore e gli ha conferito lo status di cattedrale.